# Pollia scacchiana
Pollia scacchiana is een slakkensoort uit de familie van de Buccinidae. De wetenschappelijke naam van de soort is voor het eerst geldig gepubliceerd in 1844 door Philippi.